# Villefranche-de-Lauragais
Villefranche-de-Lauragais (okzitanisch Vilafranca de Lauragués) ist eine französische Gemeinde mit 5054 Einwohnern (Stand 1. Januar 2022) im Département Haute-Garonne in der Region Okzitanien.

## Lage
Villefranche-de-Lauragais liegt in der Kulturlandschaft des Lauragais, etwa 38 km (Fahrtstrecke) in südöstlicher Richtung von Toulouse entfernt. Weitere 24 km südwestlich liegt Castelnaudary. Alle genannten Städte liegen am Canal du Midi und sind sowohl über die Autobahn A61 als auch über die Bahnlinie Toulouse–Narbonne miteinander verbunden.

## Bevölkerungsentwicklung
| Jahr                       | 1800 | 1851 | 1901 | 1954 | 1999 | 2021 |
| Einwohner                  | 1934 | 2870 | 2277 | 2218 | 3338 | 4990 |
| Quellen: Cassini und INSEE |      |      |      |      |      |      |

Im 19. und in der ersten Hälfte des 20. Jahrhunderts schwankte die Bevölkerungszahl zwischen 2000 und 3000 Einwohner. Der deutliche Bevölkerungsanstieg in den letzten Jahrzehnten ist auf die Nähe zu Toulouse und die vergleichsweise niedrigen Mieten und Grundstückspreise zurückzuführen.

## Wirtschaft und Infrastruktur
Das stetige Anwachsen der Bevölkerung von Villefranche ist ein Indikator für die positive wirtschaftliche Entwicklung der Stadt. Aufgrund der Nähe zur Großstadt Toulouse und vergleichsweise niedriger Grundstückspreise gibt es ein Gewerbegebiet (Zone industrielle) in den Außenbezirken.

### Verkehr
Der Bahnhof von Villefranche liegt an der Bahnstrecke Bordeaux–Sète und wird im Regionalverkehr mit TER-Zügen bedient.

## Geschichte
Der Ort Villefranche wurde im Jahre 1252 von Alfons von Poitiers (1220–1271) am Pilgerweg nach Santiago de Compostela (Via Tolosana) als Bastide gegen das potentielle Wiederaufflammen der Albigenser-Bewegung gegründet (vgl. Avignonet-Lauragais). Alfons von Poitiers war der jüngere Bruder König Ludwigs IX. (1214–1270) und durch die Eheschließung seines Bruders mit Johanna der Frommen (1220–1271), der einzigen Erbin der mächtigen Grafschaft Toulouse, erhoffte sich der französische König territorialen und machtpolitischen Zugewinn. Tatsächlich blieb die Ehe kinderlos und nach dem Tod beider Eheleute im Jahre 1271 fiel die Grafschaft Toulouse an die französische Krone.
Im Verlauf des Hundertjährigen Krieges (1337–1453) zwischen England und Frankreich wurde Villefranche von den Truppen des 'Schwarzen Prinzen' (Edward of Woodstock) im Jahre 1355 in Brand gesetzt; die Stadtmauern wurden geschleift.

## Sehenswürdigkeiten

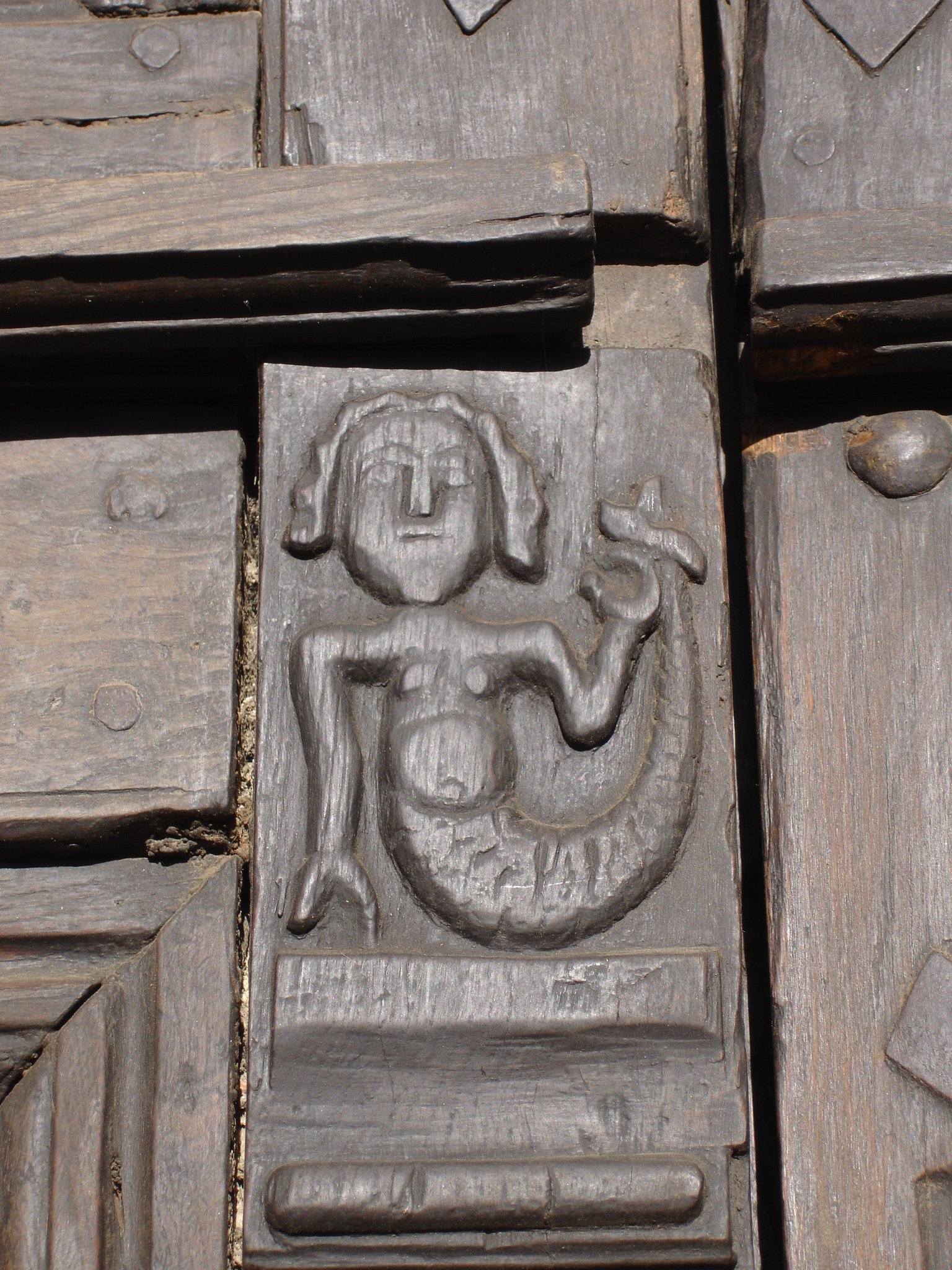
Detail der Eingangstür – Sirene

- Die von Johanna der Frommen gegründete und im Jahre 1263 fertiggestellte Kirche Notre-Dame-de-l’Assomption ist ein dreischiffiger Backsteinbau im Stil der tolosaner Gotik – Naturstein gibt es in der Umgebung von Toulouse nicht und musste folglich von weither herbeitransportiert werden, was enorme Kosten verursacht hätte. Demzufolge blieb die Verwendung von Sandstein auf die Kapitelle im Innern der Kirche beschränkt. Der im Jahre 1364 hinzugefügte monumentale doppelgeschossige und von zwei oktogonalen seitlichen Türmchen stabilisierte Glockengiebel über der ansonsten – mit Ausnahme zweier Wandnischen und eines Zackenfrieses aus schräggestellten Ziegelsteinen – völlig schmucklosen Westfassade ist allerdings ein Meisterwerk der Backsteinarchitektur und gleichzeitig ein Bollwerk des Katholizismus gegen jede Form von Ketzerei; er überragt das eigentliche Kirchengebäude um das Doppelte. Das Geläut besteht aus insgesamt sechs Glocken – drei kleineren (oben) und drei mittelgroßen (unten). Der Glockenturm der Kirche ist seit dem Jahre 1927 als Monument historique anerkannt.[1]
- Das Château de Barelles stammt aus dem 18. Jahrhundert und befindet sich im Privatbesitz. Es wurde im Jahre 1990 als Monument historique anerkannt.[2]
- In den rechtwinklig angelegten Straßen der ehemaligen Bastide findet man noch einige alte Fachwerkbauten (maisons à colombage), deren Gefache mit Ziegelsteinen ausgefüllt sind.
- Eine im 19. Jahrhundert errichtete und nach allen Seiten durch Arkaden geöffnete Markthalle (halle) befindet sich im Zentrum der Kleinstadt unweit der Kirche.